# Daina Tabūna
Daina Tabūna (ur. 30 marca 1985 w Rydze ) – łotewska pisarka.

## Życiorys
W 2010 roku ukończyła studia (licencjat) w Latvijas Kultūras Akadēmija (Łotewskiej Akademii Kultury). Od 2000 roku publikuje opowiadania w łotewskich czasopismach. Debiutowała w 2015 roku zbiorem opowiadań Pirmā reize (Pierwszy raz). Trzy z nich zostały przetłumaczone na język angielski i wydane w książce The Secret Box. Wydane w 2022 roku opowiadanie dla dzieci Lasis Stasis un Atlasijas okeāns w 2024 roku zostało adaptowane na potrzeby Teatru Lalek. Powieść Raganas została przetłumaczona na język estoński (Nõiad tłumacz Ilze Tālberga) i serbski (Veštice tłumacz Ana Sedlačkova).
Jej mężem jest łotewski poeta Ivars Šteinbergs.

## Twórczość
W 2019 roku przetłumaczyła z angielskiego na łotewski powieść australijskiej pisarki Lexi Freiman Inappropriation.
- Pirmā reize (zbiór opowiadań) 2014[6]
- Lasis Stasis un Atlasijas okeāns (opowiadanie dla dzieci) 2022[6]
- Raganas 2023[6]

## Nagrody
- 2015: nominacja do Latvijas Literatūras gada balvai za książkę Pirmā reize[6]
- 2015: nominacja do Latvijas Televīzijas un Latvijas Radio gada balvai „Kilograms kultūras” (nagrody łotewskiej Telewizji i Radia) za książkę Pirmā reize[6]
- 2024: nominacja do Nagrody Literackej Unii Europejskiej za książkę Raganas[7]